# Послання Івана

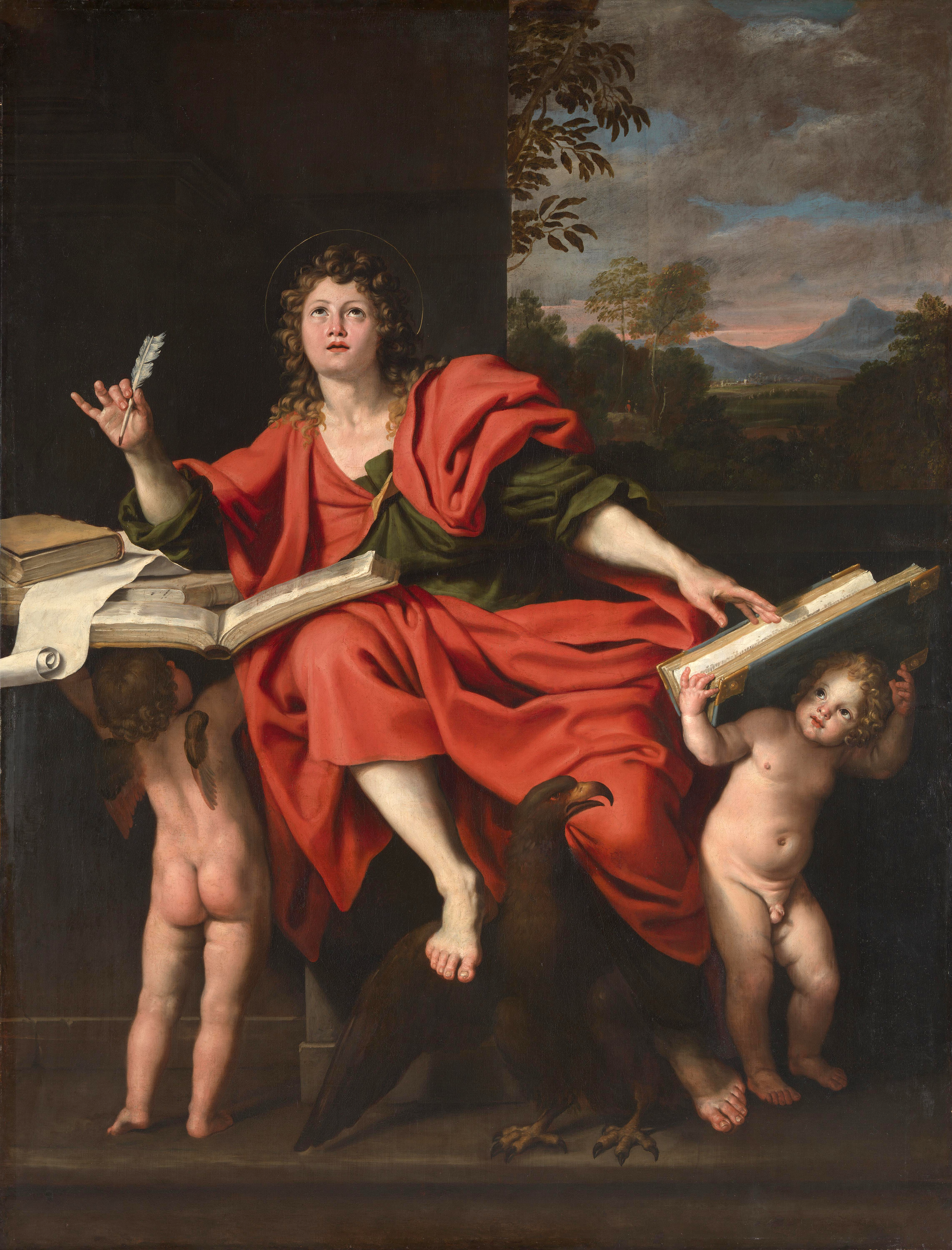
Святий Іван Євангеліст, Доменікіне

Апостола Івана Богослова традиційно вважають автором трьох послань, включених до Біблійного канону. Послання адресовані не якійсь конкретній громаді чи народу, а всій Християнській церкві. Імовірно, написані в 90-х роках першого століття нової ери майже зразу після Євангелія від Івана.

## Перше
Звернуте до вірян малоазійських церков. Основні теми: любов Бога і вчення про Ісуса як про втілене споконвічне Слово Боже. У п'ятому розділі є спірна Іванова вставка, що свідчить про Трійцю.

## Друге
Звернуте до якоїсь «коханої пані», яку більшість коментаторів вважають алегорією християнської громади. Є найкоротшою книгою Нового Заповіту, має всього 13 віршів в одному розділі. Стисло повторює зміст першого послання: проповідь любові та застереження проти лжевчень.

## Третє
Було маловідомим у стародавній церкві. Звернуте до якогось «коханого Гая», а також засуджує якогось Діотрефа.